# Andrew Marr

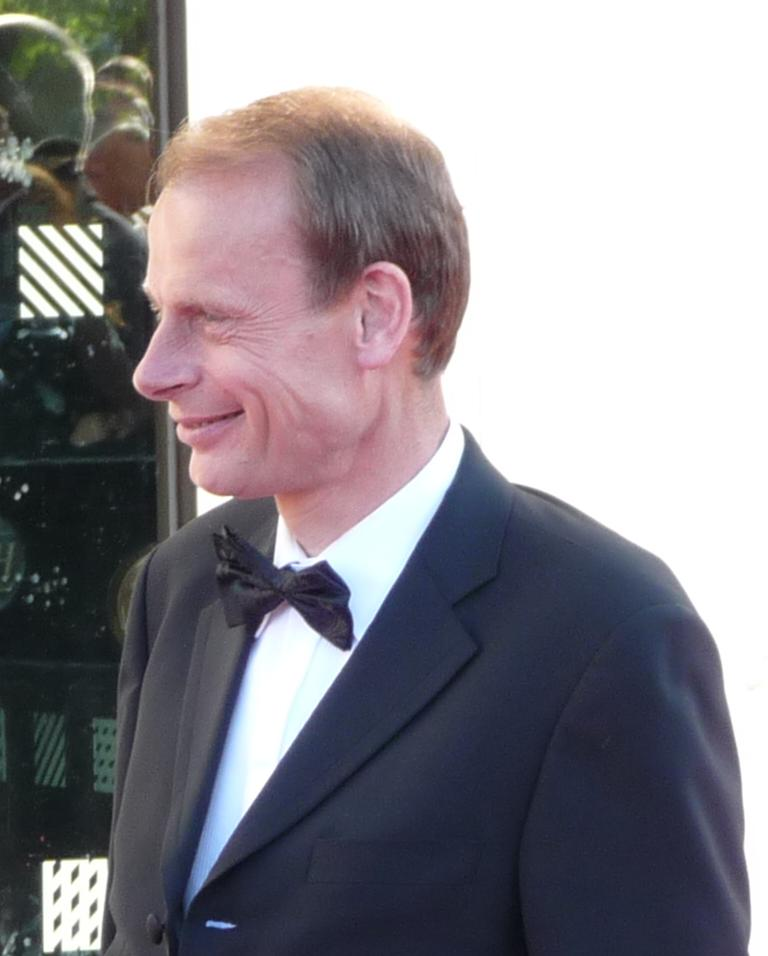
Andrew Marr

Andrew Marr (31 juli 1959) is een Britse journalist werkzaam voor de British Broadcasting Corporation (BBC).
Marr is afkomstig uit Glasgow, Schotland, maar heeft onderwijs gevolgd in Dundee, Musselburgh, en uiteindelijk in Cambridge. Na zijn opleiding heeft hij voor meerdere kranten en tijdschriften geschreven, waaronder The Scotsman, The Economist en The Independent.
Sinds 2005 presenteert Marr elke zondagmorgen een politiek discussieprogramma, oorspronkelijk Sunday A.M. geheten, tegenwoordig The Andrew Marr Show. Daarnaast presenteert hij ook Start the week op BBC Radio 4. Hij volgde Robin Oakley op nadat deze naar CNN ging. 
Naast zijn werk als parlementair verslaggever heeft Marr ook een aantal televisieseries over geschiedenis gemaakt, zoals Andrew Marr's History of Modern Britain (2007), Andrew Marr's The Making of Modern Britain (2009) en Andrew Marr's History of the World (2012).